# 婺州片
婺州片是對吳語的舊分區法中的一個片，區域是金華地級市的大部分地區（除去原宣平縣地區，相當於原金華府的範圍）和杭州建德市的少數地區。婺州片的分區法為1987年版《中國語言地圖集》、《現代漢語方言大詞典》等語言學著作所採用。

## 所含區域及方言

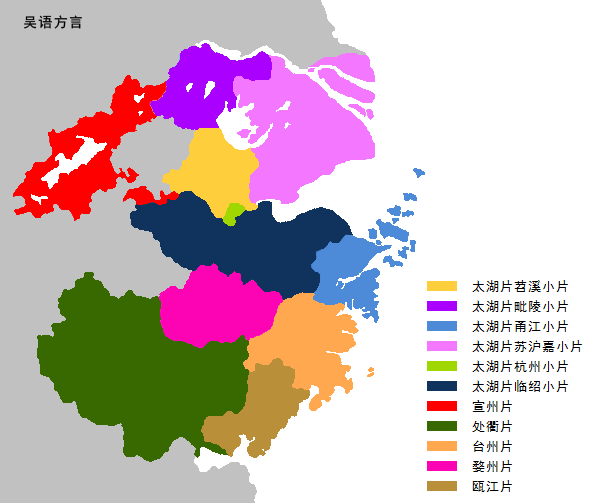
舊吳語分區圖

婺州片的地理范围大致相当于原金華府，包括今婺城區、金東區、蘭溪市、永康市、武義縣（原宣平縣地區除外）、義烏市、東陽市、磐安縣、浦江縣、建德市的姚村鄉及原壽昌縣東南從蘭溪劃來的檀村、里葉二鄉。
婺州片的方言有金華話、湯溪話、義烏話、蘭溪話、武義話、永康話、浦江話、東陽話等。

## 來源
1. ↑   侯精一. . 上海: 上海教育出版社. 2002年: 78頁. ISBN 7-5320-8084-6 （中文（简体））.